# 대부모

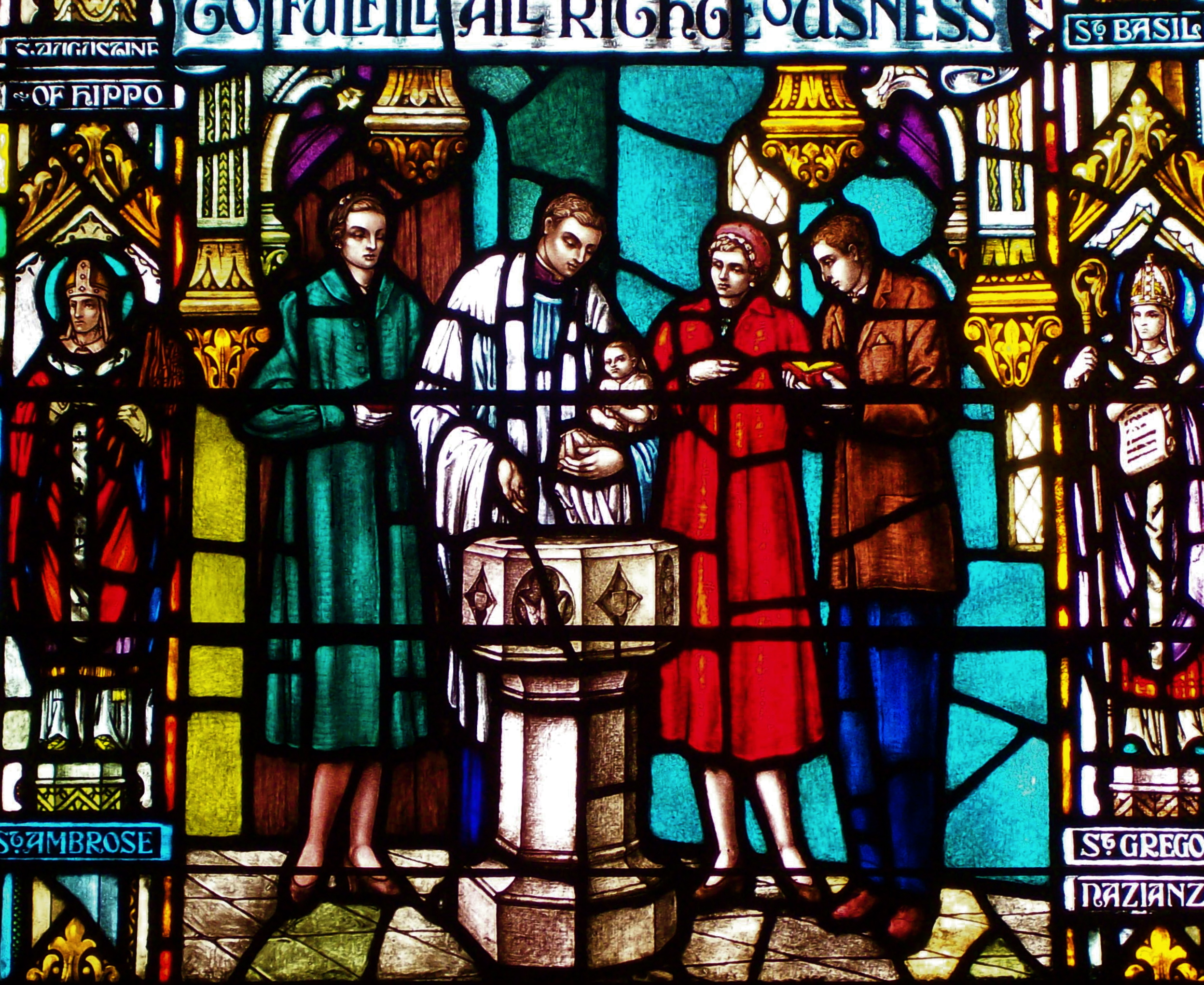
미국 테네시주 멤피스 시의 세인트 메리 성공회 대성당(St.Mary's Episcopal Cathedinal) 스테인드 글래스.대부모가 세례성사에 참여하고 있다.

대부모(代父母, Godparent)는 유아세례를 포함한 세례성사나 견진성사를 받은 기독교 신자의 신앙적 후견인을 말한다. 대부모는 신자의 신앙생활을 지도할 책임이 있다. 대부모가 있는 기독교 교파로는 로마 가톨릭교회, 동방 정교회, 성공회, 루터교가 있다.

## 대부모의 조건

### 로마 가톨릭교회
로마 가톨릭교회에서는 가톨릭교회 교회법 제 874조에 따라 다음과 같은 조건을 충족한 자들이 대부모가 될 수 있다.
제 874 조 ① 대부모의 임무를 맡도록 허가되기 위하여는 다음과 같이 하여야 한다.
1. 세례 받을 본인이나 그의 부모 또는 그들을 대신하는 이, 또는 이들 이 없으면, 본당 사목구 주임이나 집전자에 의하여 지정되고 이 임무를 수행할 적성과 의향을 가져야 한다.
2. 16세를 채워야 한다. 다만 교구장 주교가 나이를 달리 정하였거나 또는 본당 사목구 주임이나 집전자가 정당한 이유로 예외로 허가하여야 한다고 여기면 그러하지 아니하다.
3. 가톨릭 신자로서 견진과 지성한 성찬(성체)의 성사를 이미 받았고 신앙과 맡을 임무에 맞갖은 생활을 하여야 한다.
4. 합법적으로 부과되거나 선언된 교회법적 형벌로 제재받지 아니하여야 한다.
5. 세례 받을 이의 아버지나 어머니가 아니어야 한다.

## 같이 보기
- 후견